# 普威

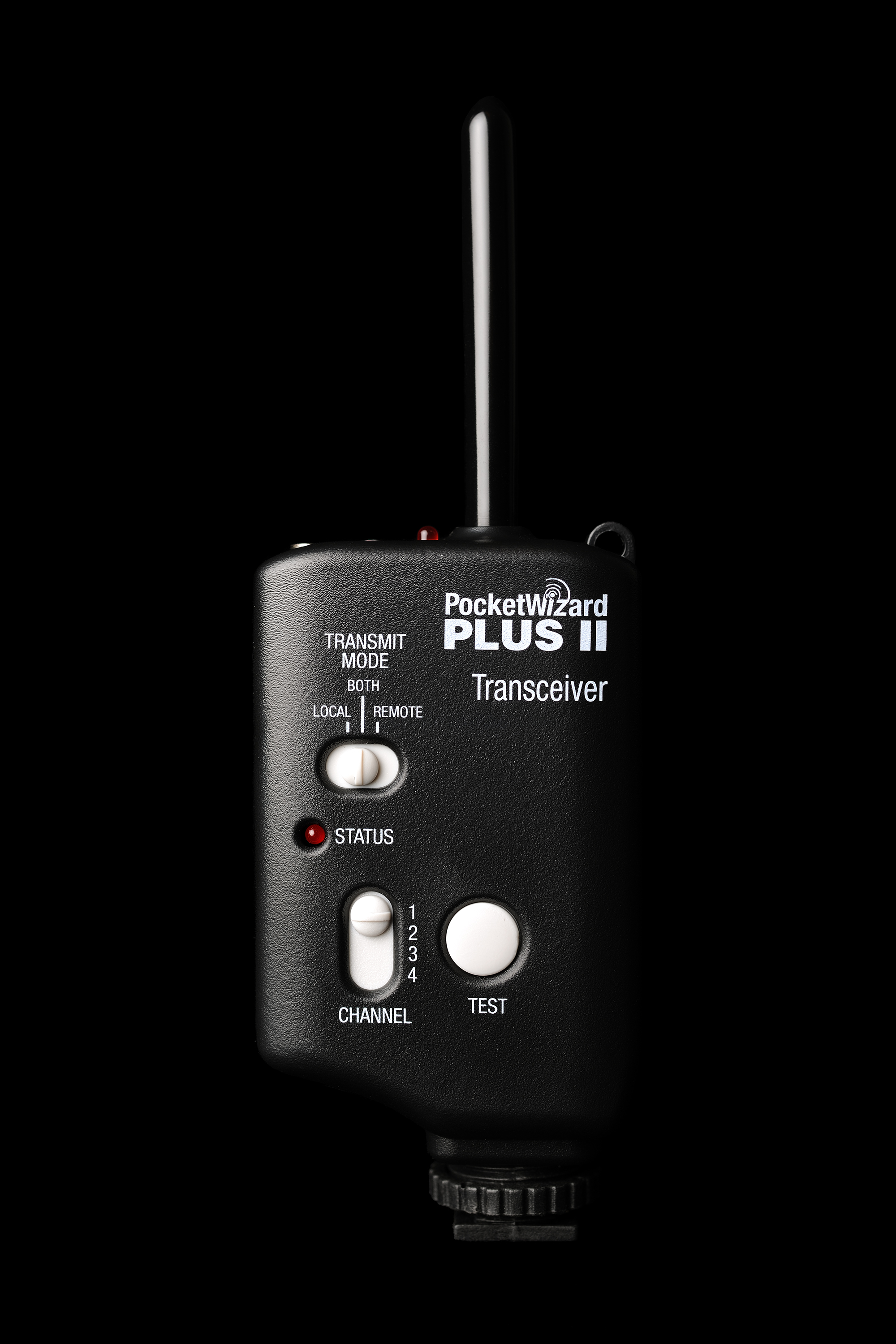
Pocket Wizard Plus II 的发射器

普威（Pocket Wizard）是一种用于离机闪光灯的无线触发系统，由LPA Design在二十世纪九十年代晚期开发。

## 性能与使用

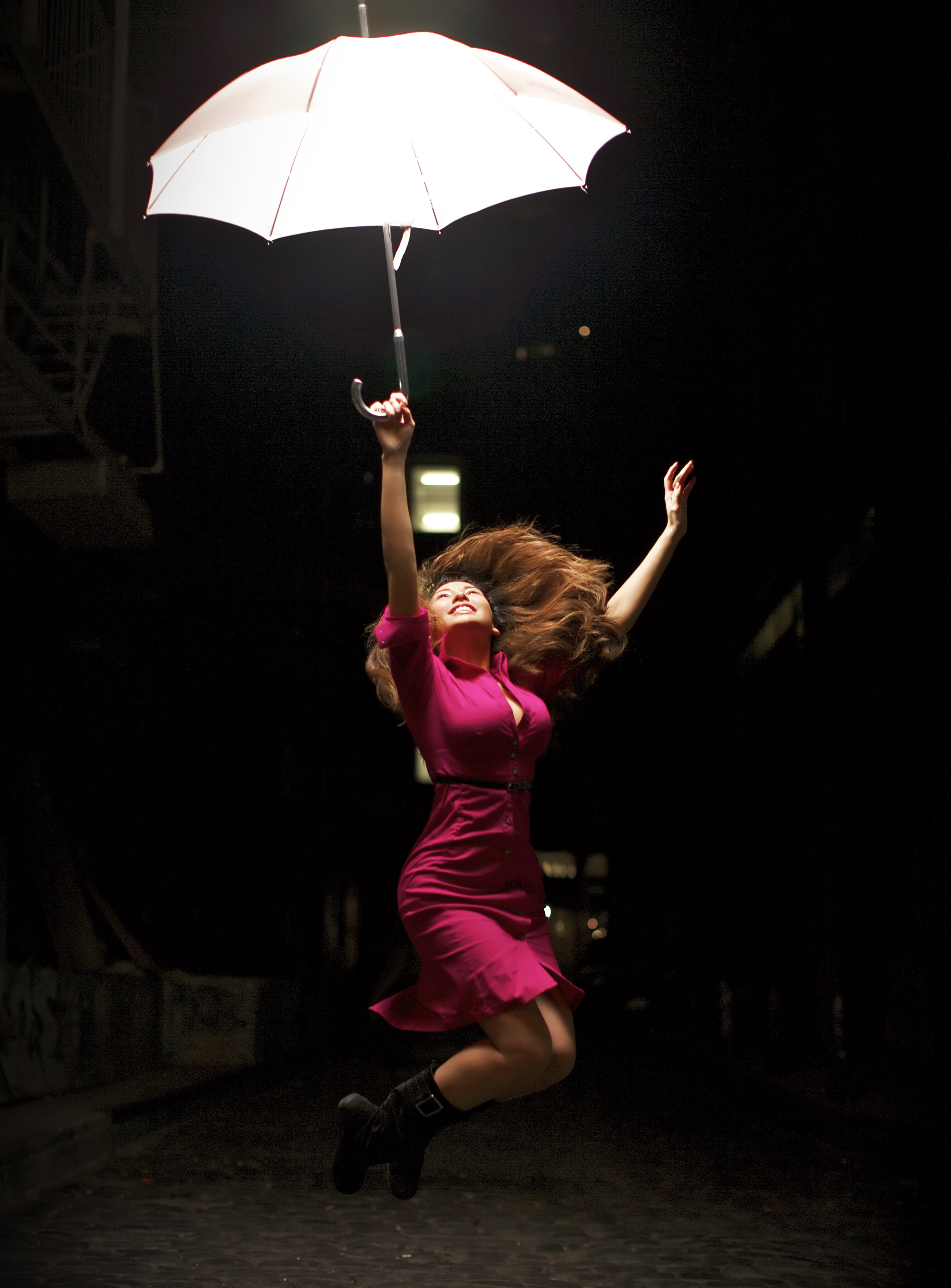
由安放在伞内的闪光灯和普威接收器完成的布光

使用普威需要安装一个与照相机相连接的发射器，通常是连接在相机的热靴上；远程的接收器则与闪光灯通过PC同步线相连。当快门触发时，发射器发出无线信号到接收器，接收器将其转为普通电信号给相连的闪光灯，达到同步触发。
普威 Plus II 能实现触发的有效范围约为490米（官方给出数据为1600英尺），使用16位4通道无线连接，可匹配每秒12张的闪光灯触发——已经比现有的DSLR都要快。可以实现在焦平面快门上最高1/250 秒的同步速度。
不过，普威 Plus II 并不能实现TTL闪光测光，而仅能完成单纯的触发任务。
由于使用了无线触发，使得摄影师可以避免在画面中出现用于传递信号的线缆等，从而有更多的创造可能。

## 与其他触发方式的比较

### 有线触发
物理的硬性连接主要有热靴与PC同步线，前者由于其位置的固定不能直接作为离机闪光灯，后者应用广泛，特点是连接可靠，廉价，但由于线缆的关系，为布置闪光灯制造了一定的难度。

### 无线触发
最常见的无线触发系统就是照相机厂商自己的无线触发机制，比如尼康的CLS系统。
从原理上来说，尼康的 CLS系统使用一支闪光灯（可能是内闪），在正式的闪光前，通过光脉冲的形式，发送同步信号给其他的离机闪光灯，完成触发。
相比较而言，普威不能实现原厂的专用闪光灯的TTL闪光测光功能，即意味着普威用家需要手动调校各灯输出；而光引闪系统的一个缺点便是有效范围不足以及容易受到其他光线干扰，使用红外触发情况稍有，但仍然难以和普威相比。